# Dub kermesový
Dub kermesový (Quercus coccifera), zvaný též dub červcový, je druh dřeviny z čeledi bukovitých, přirozeně se vyskytující v oblasti Středomoří. Druhové jméno pochází od červce kermesového, což je červec, který na rostlině parazituje; ve středověku se používal pro výrobu barviva (kermes), které je druhem karmínu. Z jeho kůry se připravovalo černé barvivo.

## Popis
Jde o keř či bohatě větvený malý strom, dosahující obvykle výšky 1 až 6 metrů, jehož kmen dosahuje v průměru až 50 centimetrů. Je stálezelený a má leskle zelené, kožovité, po obou stranách lysé listy, které jsou 1,5–4 centimetry dlouhé a 1–3 centimetry široké, na okrajích zubatě ostnaté a vyrůstají střídavě na kratičkých řapících.
Je to jednodomá dřevina, kvetoucí v dubnu a květnu. Podlouhlé žaludy jsou ostře hrotité, s ostnitě zubatými číškami. Dosahují zralosti zhruba 18 měsíců po opylení.

## Ekologie a rozšíření

Mapa rozšíření

Vyskytuje se na většině území Mediteránu, od Maroka a Portugalska na západě až po Řecko, Kypr, pobřeží Turecka a Levanty na východě, chybí však na Korsice a na většině území Apeninského poloostrova krom jeho nejjižnější části. Vyskytuje se hojně především v sekundárních křovinách vzniklých po vykácení či vypálení původních lesů (tvrdolistých doubrav), tvoří jednu ze základních složek středomořské makchie. Velmi dobře snáší různé podloží i různé typy půd, vyprahlé středomořské léto i intenzivní pastvu ovcí a koz; při nadměrném spásání může růst plazivě a rozrůstat se pouze do šířky při výšce pouhých několika centimetrů a po uvolnění pastevního tlaku svůj vzrůst zase obnovit.

## Taxonomie
V rámci rozsáhlého rodu dub je dub kermesový řazen do podrodu a sekce Cerris, kam patří též v Česku vzácně se vyskytující dub cer a dále např. dub korkový nebo libanonský. Populace ve východním Středomoří, které na rozdíl od převážně keřovitého vzrůstu tohoto dubu na západě Mediteránu dosahují častěji stromovitého vzrůstu, se někdy oddělují do samostatného druhu nazývaného dub palestinský (Quercus calliprinos, syn. Quercus coccifera subsp. calliprinos).

## Galerie

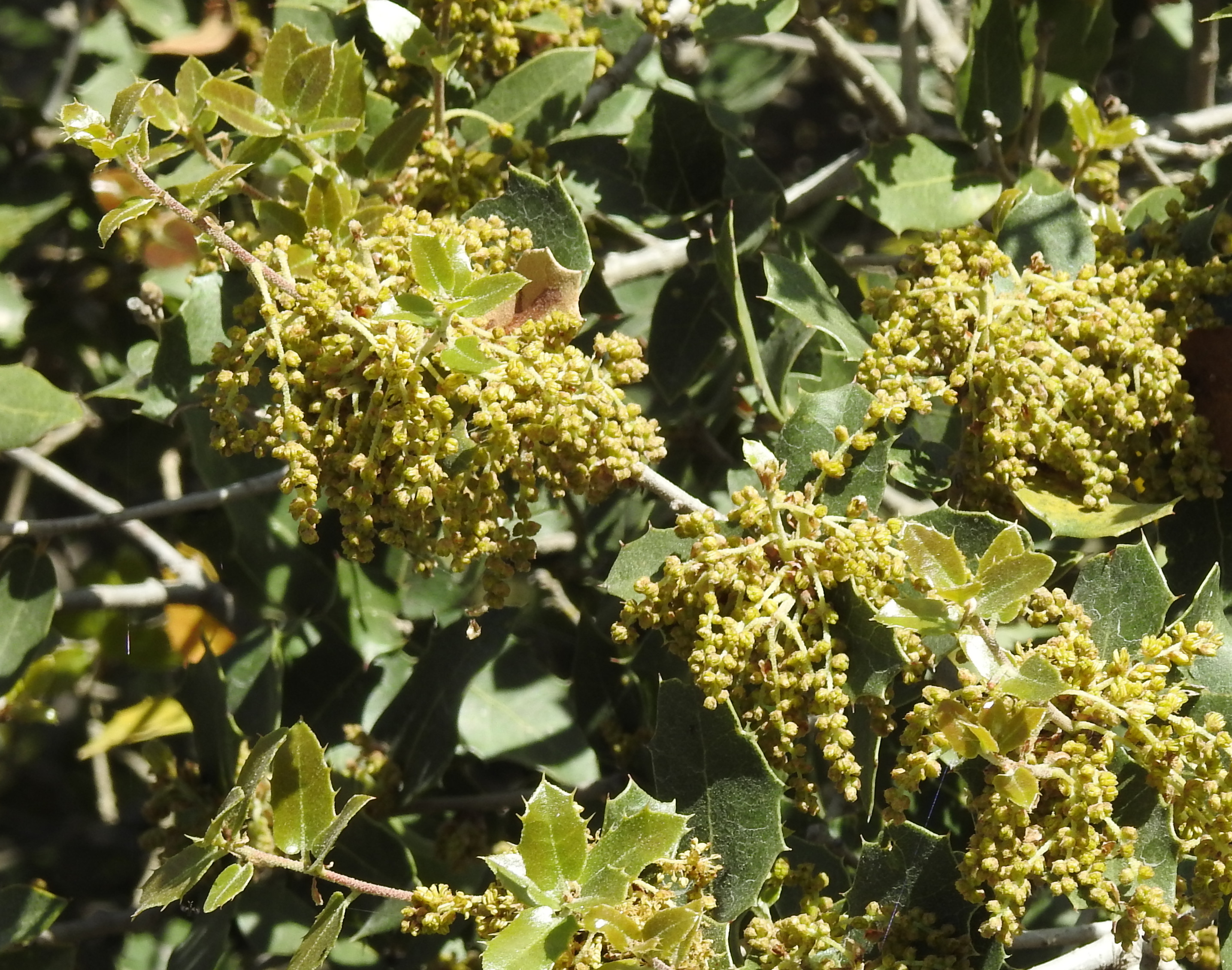
Samčí jehnědy
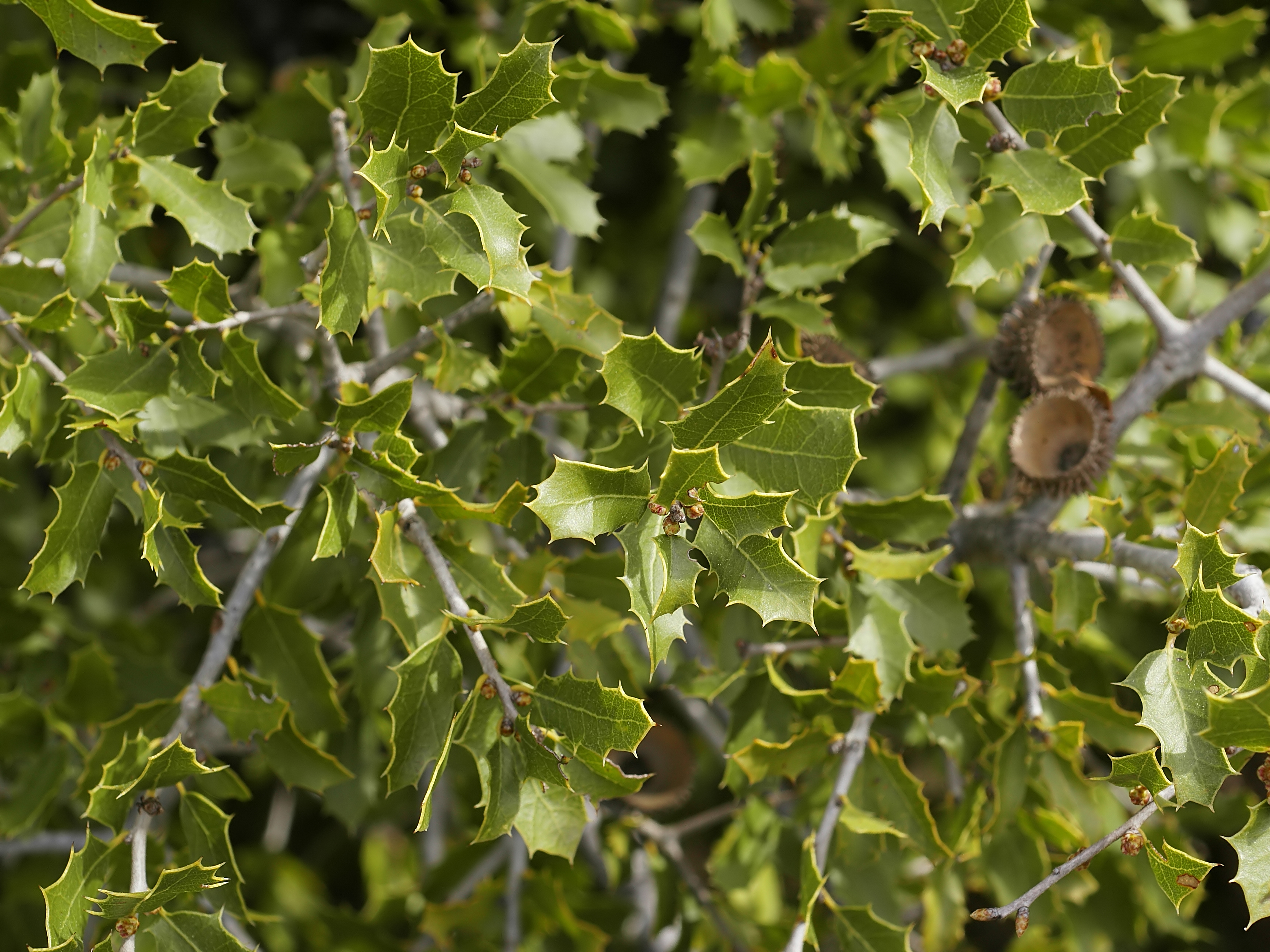
Detail listů
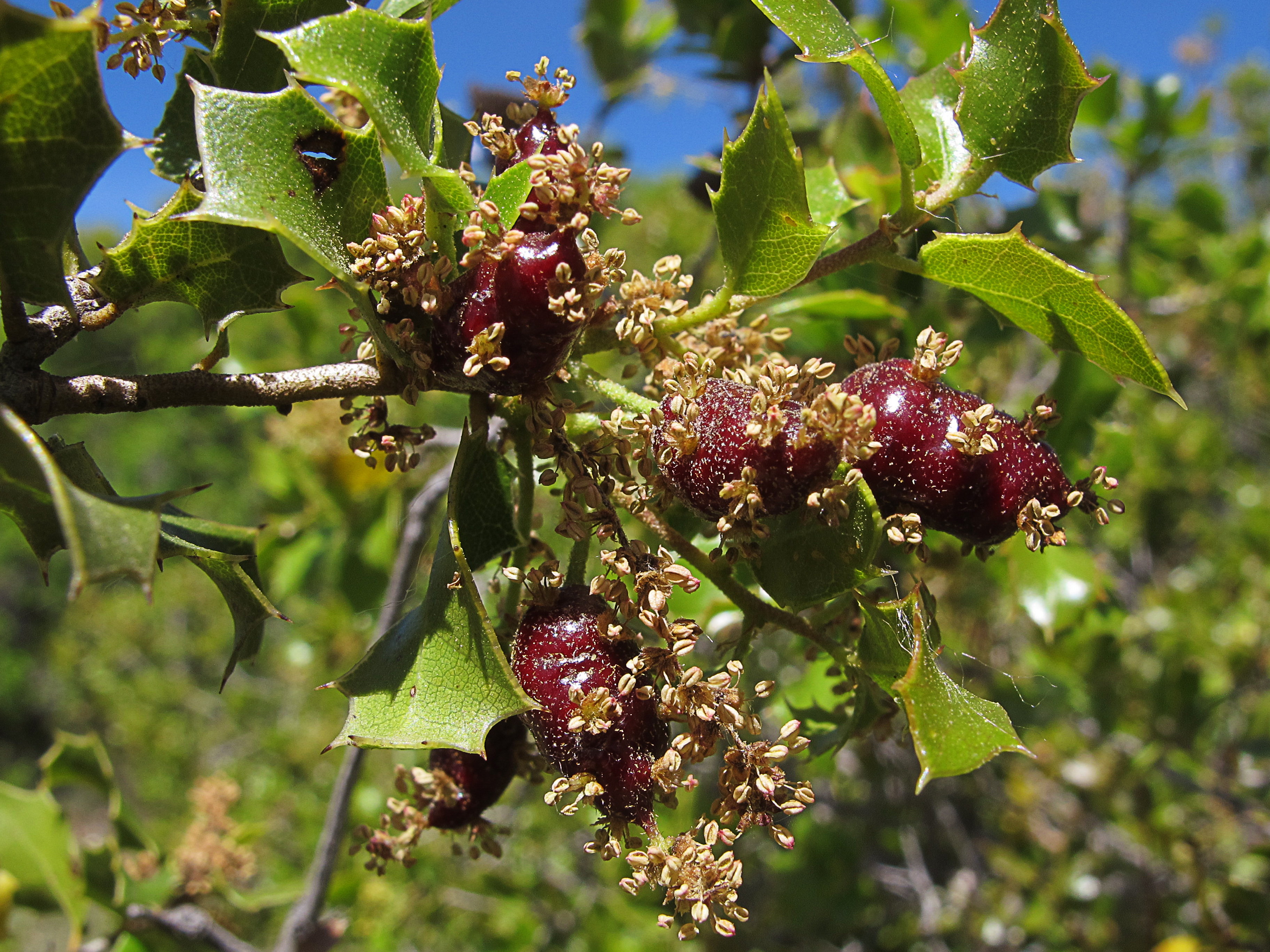
Hálky červce
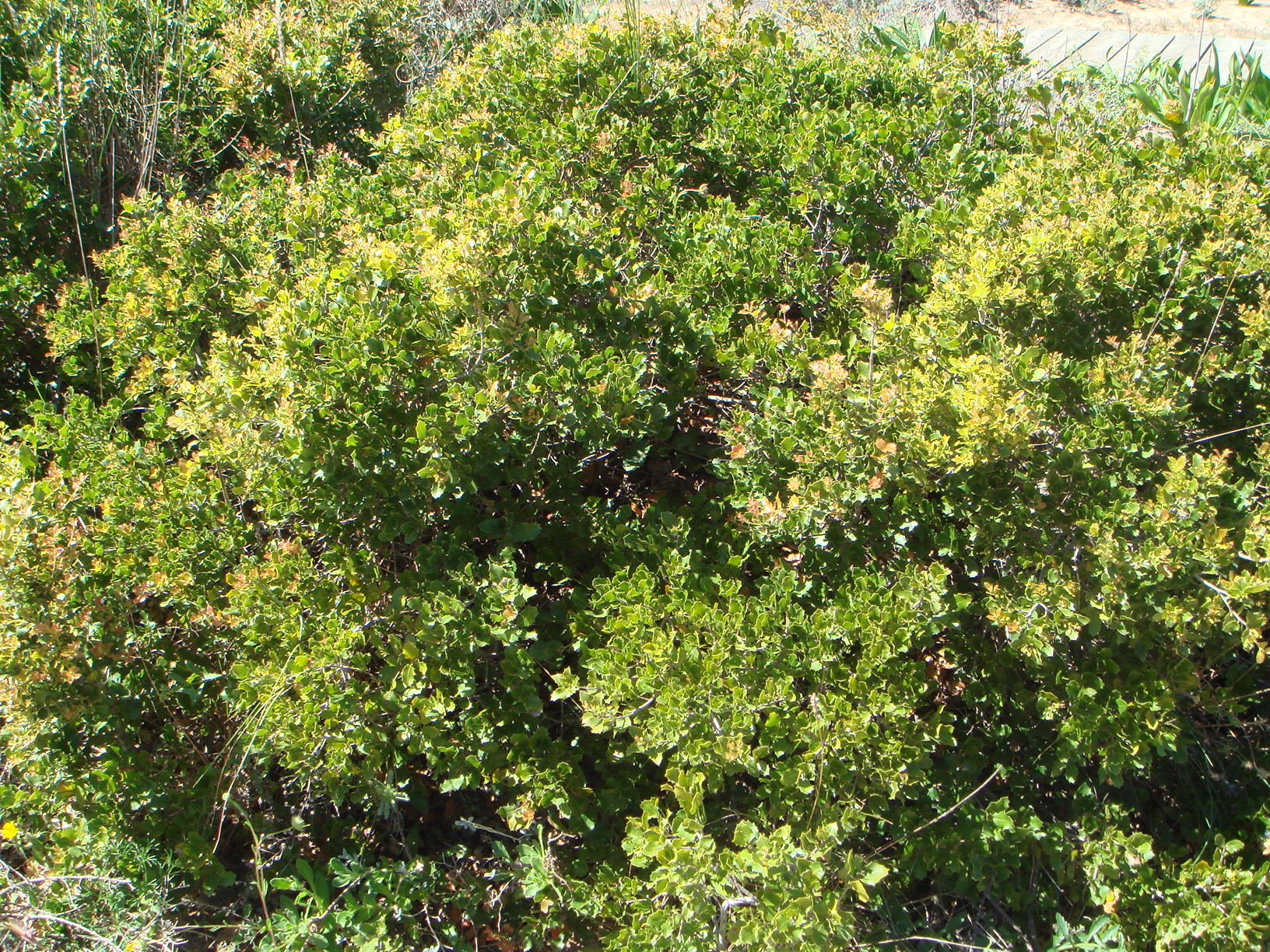
Habitus keře v zapojené makchii
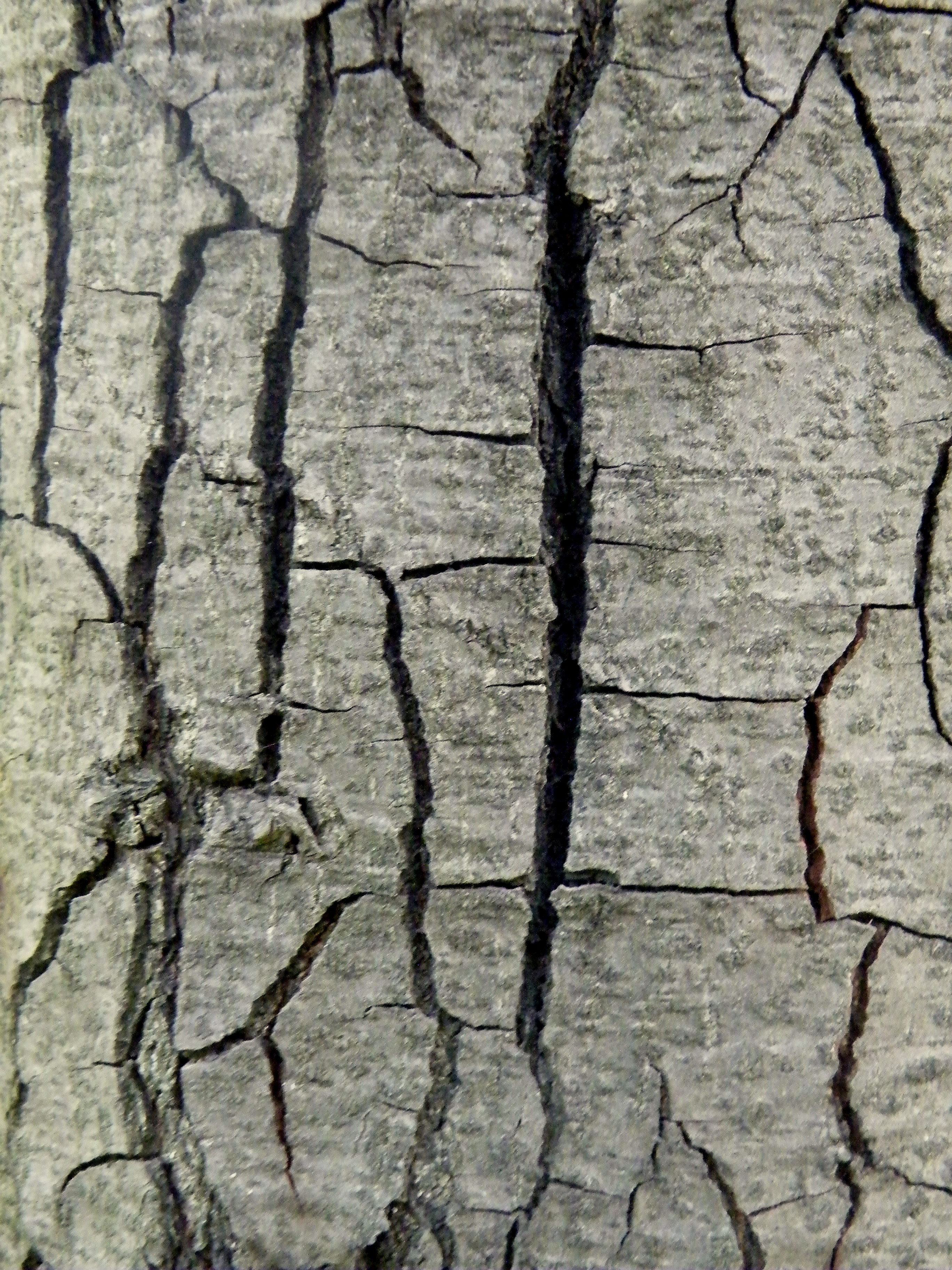
Detail borky
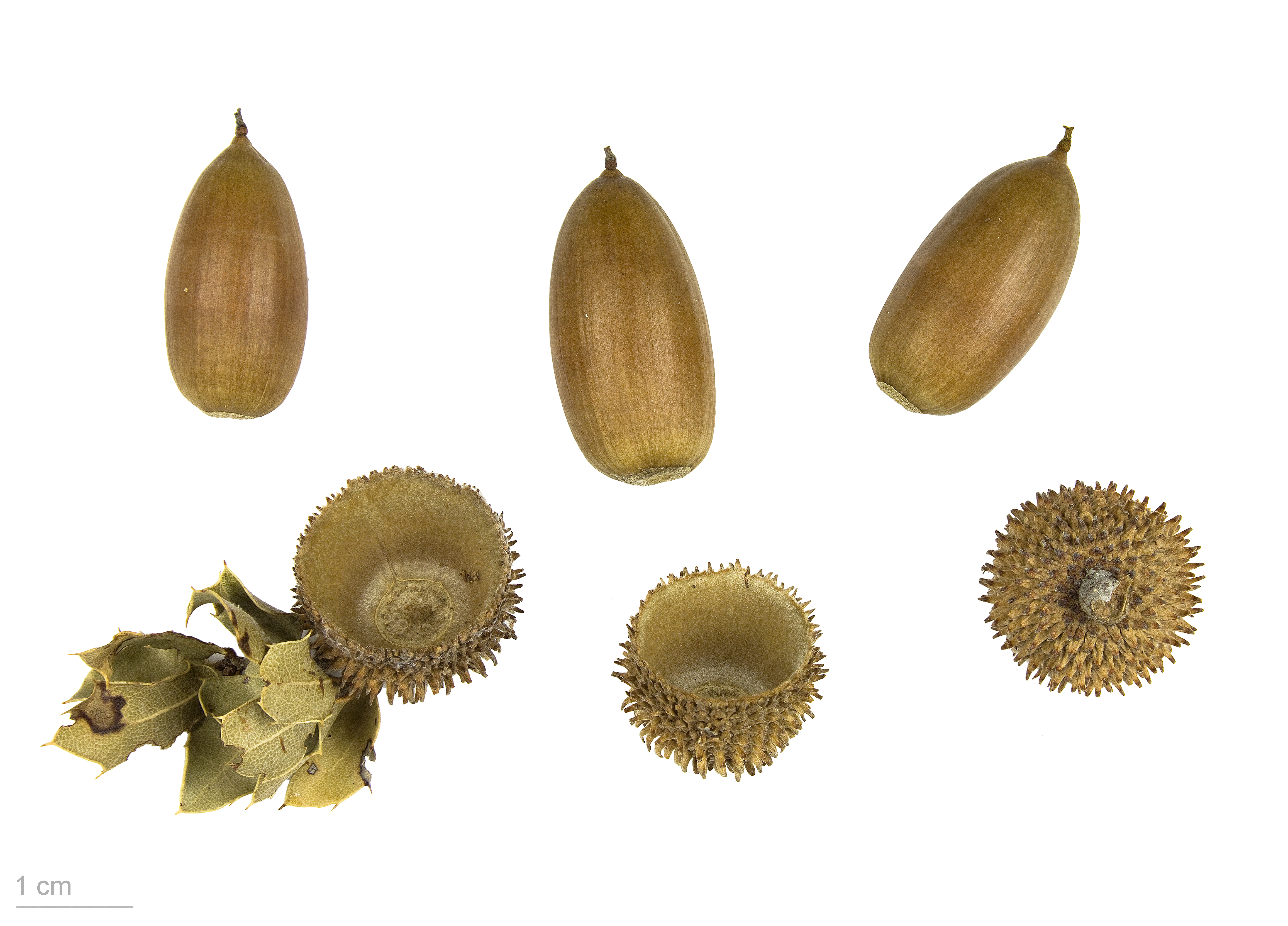
Zralé žaludy